# Distrito de Saint-Denis (La Reunión)
El distrito de Saint-Denis es un distrito (en francés arrondissement) de Francia, que se localiza en el département Reunión (en francés Réunion), de la région Reunión (en francés Réunion).  Cuenta con 14 cantones y 5 comunas.
La capital de un arrondissement se llama sous-préfecture (subprefectura). Cuando un arrondissement contiene la prefectura (capital) del departamento, esa prefectura es la capital del arrondissement, y se comporta tanto como una prefectura como una subprefectura.

## División territorial

### Cantones
Los cantones del distrito de Saint-Denis son:
1. Le Port cantón primero Norte (cantón, Francia)
2. Le Port cantón segundo Sur (cantón, Francia)
3. La Possession (cantón, Francia)
4. Saint-Denis cantón primero (cantón, Francia)
5. Saint-Denis cantón segundo (cantón, Francia)
6. Saint-Denis cantón tercero (cantón, Francia)
7. Saint-Denis cantón cuarto (cantón, Francia)
8. Saint-Denis cantón quinto (cantón, Francia)
9. Saint-Denis cantón sexto (cantón, Francia)
10. Saint-Denis cantón séptimo (cantón, Francia)
11. Saint-Denis cantón octavo (cantón, Francia)
12. Saint-Denis cantón noveno (cantón, Francia)
13. Sainte-Marie (cantón, Francia)
14. Sainte-Suzanne (cantón, Francia)

### Comunas
| 1. Le Port (97407)                  | 2. La Possession (97408) | 3. Saint-Denis (Reunión) (97411) | 4. Sainte-Marie (97418) |
| 5. Sainte-Suzanne (Reunión) (97420) |                          |                                  |                         |